# Jørn Jeppesen
Jørn Martin Jeppesen (* 21. April 1919 in Frederiksberg; † 18. Januar 1964 in Kopenhagen) war ein dänischer Schauspieler.

## Leben und Wirken
Jørn Jeppesen war der Sohn von Erik Jacob Jeppesen (1890–1964) und seiner ersten Ehefrau Clara Marie Hansen (1896–1924). Seine Halbschwester aus der zweiten Ehe seines Vaters war die Schauspielerin Jane Jeppesen.
Er absolvierte von 1939 bis 1943 an der Eleveskole des Königlichen Theaters Kopenhagen seine Schauspielausbildung. Sein Bühnendebüt als Darsteller hatte er im Jahr 1943 am Frederiksberg-Theater. Er stand in zahlreichen Theaterstücken auf der Bühne, so auch am Betty-Nansen-Theater, Det Ny-Theater, Dagmarteatret, Helsingør Theater, Odense Teater oder am Aarhus Teater.
Er stand von 1939 bis zu seinem Tod in mehr als 80 Film-und-Fernsehproduktionen als Schauspieler vor der Kamera. Er führte zudem bei vier Spielfilmen die Regie.
Jørn Jeppesen war dreimal verheiratet und hatte zwei Töchter, darunter die Journalistin Gaby Jeppesen (1951–2005). Er starb am 18. Januar 1964 im Alter von nur 44 Jahren in Kopenhagen. Seine Grabstätte befindet sich auf dem Garnisons-Kirkegard.
Seine Enkelin ist die Theaterregisseurin Elisa Kragerup (* 1979).

## Filmografie (Auswahl)
Filme
- 1942: Entgleiste Menschen (Afsporet)
- 1944: Guds mærkelige veje
- 1945: En ny dag gryer
- 1950: Die roten Pferde (De røde heste)
- 1950: Cafe Paradise
- 1950: Børn og ild
- 1954: Himlen er blaa
- 1955: Die Verblendeten (Blændværk)
- 1955: Heute und alle Tage (Altid ballade)
- 1956: Mädchen im gefährlichen Alter (Ung leg)
- 1956: Den kloge mand
- 1958: Spion 503
- 1958: Goldene Berge (Guld og grønne skove)
- 1958: Herrscher des Urwalds (Les seigneurs de la forêt, Erzähler im Dänischen)

Serien
- 1954: En mindefest
- 1955: En kvinde er overflødig
- 1955: Marguerite
- 1955: Musefælden
- 1958: Den skårede krukke
- 1959: Tre søstre
- 1960: Selskabsrejsen
- 1962: Måske
- 1964: Eurydike